# Дейніченко Костянтин Юрійович
Костянти́н Ю́рійович Дейніче́нко (нар. 30 січня 1986, м. Запоріжжя — старший лейтенант медичної служби Командування медичних сил Збройних Сил України. Начальник нейрохірургічного відділення Запорізького військового госпіталю. Нейрохірург вищої категорії. Учасник російсько-української війни. Кавалер ордена Данила Галицького (2024).

## Життєпис
Народився 30 січня 1986 року в м. Запоріжжі. 
Навчався в Запорізькому державному медичному університеті. Інтернатуру проходив в Інституті нейрохірургії імені А.П. Ромоданова НАМН України (м. Київ) за спеціальністю «нейрохірургія». Є дійсним членом Української Асоціації Нейрохірургів (УАН), Європейської Асоціації Нейрохірургів (EANS), Української Асоціації Вивченню Болю (УАВБ). Спеціалізація – «спінальна хірургія, інтервенційне лікування патології хребта» .
З 2022 року у складних умовах, особисто проводив успішні нейрохірургічні операції військовослужбовцям з осколковими і вогнепальними пораненнями різного ступеня складності. Надав кваліфіковану медичну допомогу військовим з лінії бойового зіткнення і медичну допомогу сотням цивільних осіб, що постраждали внаслідок бойових дій. Брав участь в організації евакуації поранених. 

## Нагороди
- Орден Данила Галицького (25.07.2024) — за вагомий особистий внесок у розвиток військової медицини, мужність, виявлену під час бойових дій, самовіддане виконання службового обов’язку[3]
- Медаль “За військову службу Україні”[4]
- Відзнака Президента України «За оборону України»
- Відзнака Міністерства оборони України медаль "Золотий тризуб"
- Почесний нагрудний знак Головнокомандувача ЗСУ «Срібний хрест»